# 城戸忠彦
城戸忠彦（きど ただひこ 1881年8月25日 - 1971年4月26日）は明治・大正・昭和期の海軍軍人、最終階級は海軍少将。福岡県出身、山本五十六連合艦隊司令長官とは親交が厚く、山本五十六の最後の信書（絶筆とされる）を受け取った相手として知られる。墓所は多磨霊園。

## 略歴
- 1904年　海軍機関学校卒業（12期）
- 1914年　海軍機関少佐
- 1915年　海軍大学選科に入学
- 1918年　海軍機関中佐
- 1920年　英国に出張し造兵監督官
- 1923年　海軍機関大佐
- 1928年　海軍少将
- 1930年　予備
- 1944年　退役

1947年（昭和22年）11月28日、公職追放仮指定を受けた。

城戸大兄　　九・二八（昭和十四年）　　　山本五十六
拝復
二十四日桃山荘よりの貴翰有難く拝受　この日小生命により上京の帰途午後三時　東京発にて下降　中秋晴れの相模灘を眺めつつ熱海を通過せしも奇なり。
秋涼　暫時清泉に都塵を洗ふの爽や羨望に堪えず候えども、三年の悪夢より離脱せる昨今の身には、この上の欲はもったいなし、いわんや将兵◯万　今や練武ともその極に達し、（中略）
新橋駅頭阿嬌の姿、某々等と論ぜむよりはむしろ波等と疾せむかな　呵々　秋涼　新御清健　　　　敬具—山本五十六、山本五十六の最後の信書（絶筆）

## 栄典
- 1904年（明治37年）10月10日 - 正八位[2]